# Mark Bodossian
Mark Bodossian (geboren 17. August 1976 in Adelaide) ist ein im norwegischen Ålesund lebender australischer Bassist.

## Werdegang
Der am 17. August 1976 in Adelaide geborene Mark Bodossian begann 1993 mit dem Bass-Spiel. Sein populäres Engagement als Bassist international bekannter Gruppen begann mit der Gothic-Metal-Band Chalice. Nach einem kurzen Engagement für die Funeral-Doom-Gruppe Mournful Congregation siedelte Bodossian im Jahr 2003 nach Großbritannien um. Dort, erst in London, später in Birmingham lebend, beteiligte er sich von 2003 bis 2011 als langjähriges Mitglied von Pantheist und seit 2005 als konstanter Bassist der Gruppe Esoteric. Beide Bands werden dem Funeral Doom zugerechnet. Zwischen 2010 und 2011 verzog Bodossian nach Ålesund. Des Weiteren brachte sich Bodossian als Live-Musiker für Interpreten wie Until Death Overtakes Me und Jarboe ein.

## Equipment
Bodossian spielt als E-Bass ein Bongo-Modell der Firma Music Man in der Variante „Bongo6“ mit entsprechend sechssaitiger Ausführung, als Effektgerät und Synthesizer zumeist das Taurus-3-Modell der Firma Moog Music. Hinzukommend spielt er einen handgefertigten indischen Santoor, eine indische Abwandlung des Santur, sowie eine Sitar der Marke Jerry Jones.

## Diskografie (Auswahl)
Mit Chalice
- 2000: Chronicles of Dysphoria (Album, Modern Invasion Music)
- 2001: An Illusion to the Temporary Real (Album, Modern Invasion Music)

Mit Esoteric
- 2008: The Maniacal Vale (Album, Season of Mist)
- 2011: Paragon of Dissonance (Album, Season of Mist)
- 2019: A Pyrrhic Existence (Album, Season of Mist)

Mit Mournful Congregation
- 2002: The Epitome of Gods and Men Alike/Let There be Doom … (Split-EP mit Worship, Painiac Records)

Mit Pantheist
- 2003: O Solitude (Album, Firebox Records)
- 2005: Amartia (Album, Firedoom Music)
- 2005: The Pains of Sleep (EP, Serpent’s Lair Productions)
- 2008: Journey Through Lands Unknown (Album, Firebox Records)
- 2010: Unveiling the Signs (Split-Album mit Dissolving of Prodigy, Gallileous, Wijlen Wij und Kostas Panagiotou, Redrum666)
- 2011: Pantheist (Album, Grau Records)